# Sergio Ortiz
Sergio Fabián Ortíz (Florencio Varela, Argentina; 23 de febrero de 2001) es un futbolista argentino. Juega de centrocampista y su equipo actual es Deportivo Riestra de la Primera División de Argentina, a préstamo desde Independiente de Avellaneda.

## Trayectoria
Surgido en las inferiores del Independiente de Avellaneda, Ortiz debutó en el primer equipo el 21 de julio de 2022 ante Defensa y Justicia en la Primera División.
Se afianzó en el equipo titular durante la temporada 2023.
De cara a la temporada 2024, Ortiz fue cedido al Atlético Tucumán.

## Estadísticas
Actualizado al último partido disputado el 20 de septiembre de 2023.
| Club                    | Div.          | Temporada     | Liga  | Liga  | Copas nacionales | Copas nacionales | Copas internacionales | Copas internacionales | Total | Total |
| Club                    | Div.          | Temporada     | Part. | Goles | Part.            | Goles            | Part.                 | Goles                 | Part. | Goles |
| ----------------------- | ------------- | ------------- | ----- | ----- | ---------------- | ---------------- | --------------------- | --------------------- | ----- | ----- |
| Independiente Argentina | 1.ª           | 2021-22       | 1     | 0     | 0                | 0                | 0                     | 0                     | 1     | 0     |
| Independiente Argentina | 1.ª           | 2022-23       | 26    | 1     | 3                | 0                | —                     | —                     | 29    | 1     |
| Independiente Argentina | Total club    | Total club    | 27    | 1     | 3                | 0                | 0                     | 0                     | 30    | 1     |
| Total carrera           | Total carrera | Total carrera | 27    | 1     | 3                | 0                | 0                     | 0                     | 30    | 1     |